# Semeiochernes extraordinarius
Semeiochernes extraordinarius är en spindeldjursart som beskrevs av Beier 1954. Semeiochernes extraordinarius ingår i släktet Semeiochernes och familjen blindklokrypare. Inga underarter finns listade i Catalogue of Life.